# Porno for Pyros
I Porno for Pyros sono stati un gruppo musicale alternative rock, fondato a Los Angeles nel 1992.

## Storia
Il gruppo si formò nel 1991 in seguito al primo scioglimento dei Jane's Addiction: Perry Farrell e Stephen Perkins, rispettivamente cantante e batterista di quella band, unirono le forze con Peter DiStefano (chitarra) e Martyn LeNoble (basso). Il nome del gruppo venne ideato da Farrell dopo aver visto una pubblicità di fuochi d'artificio (in slang inglese: pyros) su una rivista pornografica.
A cavallo della pubblicazione del loro primo album, Porno for Pyros (1993), il gruppo intraprese un lungo tour mondiale che aiutò il disco a salire fino al terzo posto della classifica statunitense Billboard 200.
Nel 1996 i Porno for Pyros pubblicarono il secondo album, Good God's Urge. LeNoble durante le registrazioni lasciò il gruppo e ad integrare le sue parti intervennero altri tre bassisti: David J, Flea dei Red Hot Chili Peppers e Mike Watt dei Minutemen. Quest'ultimo seguì la band nel tour promozionale del disco.
Il gruppo annunciò lo scioglimento nel 1998, allorché a Peter DiStefano venne diagnosticato un tumore. Farrell e Perkins nel frattempo (1997) erano già tornati a esibirsi dal vivo con i Jane's Addiction, che di lì a poco si riformarono ufficialmente.

## Formazione
- Perry Farrell - voce
- Peter DiStefano - chitarra
- Martyn LeNoble - basso
- Stephen Perkins - batteria
- Mike Watt - basso su alcune tracce di Good God's Urge

## Discografia
- Porno for Pyros - 1993
- Good God's Urge - 1996